# Андерсон, Карл (певец)
Ка́рл А́ндерсон (англ. Carl Anderson, 27 февраля 1945, Линчбёрг, Виргиния, США — 23 февраля 2004, Лос-Анджелес, Калифорния, США) — американский певец, актёр театра и кино, номинант на премию «Золотой глобус» за роль Иуды Искариота на Бродвее и в киноверсии легендарной рок-оперы Эндрю Ллойда Уэббера и Тима Райса «Иисус Христос — суперзвезда» («Jesus Christ Superstar»).

## Биография
Карл Андерсон родился 27 февраля 1945 года Линчбёрге, штат Вирджиния в семье Джеймса и Альберты Андерсон. У Андерсона был также брат близнец, который умер от бронхита, когда ему было 11 месяцев.
Карл бросил старшую школу, когда записался в ряды ВВС США, где служил техником по коммуникациям в течение двух лет. Отслужив в армии, он окончил обучение в школе.
В 1969 году Андерсон переехал в Вашингтон, где вместе с друзьями организовал группу «The Second Eagle», в которой Андерсон стал солистом.
В 1971 году пение Карла в церкви услышал агент по подбору талантов. Он оценил потенциал молодого Андерсона.
В 1974 был номинирован на премию «Золотой глобус» в номинациях «Лучшая мужская роль» (комедия или мюзикл) и «Самый многообещающий новичок среди мужчин» («Иисус Христос — суперзвезда»).
Последующие годы Андерсон играл Иуду в рок-опере Эндрю Ллойда Уэббера «Иисус Христос — Суперзвезда» («Jesus Christ Superstar»), а также снимался в фильмах.
В 2002 году у Андерсона была обнаружена лейкемия, что послужило причиной ухода из национального тура рок-оперы. 23 февраля 2004 года Карл Андерсон скончался.

## «Иисус Христос — Суперзвезда»
Одна из самых значимых вех в жизни Карла Андерсона — игра роли Иуды в постановках рок-оперы «Иисус Христос — суперзвезда» Эндрю Ллойда Уэббера.
Свою роль Андерсон сыграл ещё в добродвейской постановке пьесы, однако в версию 1971 года он попасть не смог, потому что продюсеры предпочли более популярного в то время Бена Верина. Андерсона смогли поставить только на замену Верину, но игра Карла так понравилась зрителям, что они стали играть Иуду по очереди на равных правах.
В 1973 году вышел фильм Нормана Джуисона, где Иуду сыграл Андерсон. Его вокал и актёрская игра вновь были оценены очень высоко.
В конце семидесятых Карл вернулся к своей самой знаменитой роли в двух калифорнийских постановках пьесы; в первой из них ему довелось воссоединиться со своими старыми коллегами по Бродвею и по фильму, Тедом Нили и Ивонн Эллиман; во второй с ним работал только Тед.
В 1992 году в честь двадцатилетия выхода кинофильма «Иисус Христос — суперзвезда» был устроен грандиозный тур этой оперы. Роль Иуды вновь досталась Карлу; вновь с ним работал Тед Нили. И Карл, и Тед согласились принять участие в туре только в том случае, если пригласят их обоих. Изначально ожидалось, что тур продлится три месяца; в итоге он растянулся на пять лет, собрал более ста миллионов долларов и навестил пятьдесят крупных североамериканских городов. В общей сложности Карл сыграл Иуду порядка тысячи семисот раз.
В 2002 году начался новый национальный тур. Роль Иуды у Карла, однако, отобрать не посмел никто, ведь его игру превозносили буквально все. Чуть позже Карл всё же покинул шоу — у него была обнаружена лейкемия. Предполагалось, что он вместе с Нили отправится в специальный концертный тур в период с 2006-го по 2010-й; на замену ему был взят солист группы Living Colour Кори Гловер.

## Музыкальная карьера
Неплохо складывалась и музыкальная карьера Карла. В 1972-м он подписал контракт со студией «Motown Records». Именно в семидесятых свет увидели самые известные из его альбомов — в том числе, совместный проект со Стиви Уандером «Songs in the Key of Life».
Андерсон писал композиции в стилях Хип-хоп/R&B, Соул, Джаз, Фанк, Smooth Jazz.

### Сольные работы
| Год  | Название                                                    |
| ---- | ----------------------------------------------------------- |
| 1982 | Absence With Out Love - Выпущен: 1982 - Лэйбл: Epic         |
| 1983 | On and On - Выпущен: 1983 - Лэйбл: Epic                     |
| 1985 | Protocol - Выпущен: 1985 - Лэйбл: Epic                      |
| 1986 | Carl Anderson - Выпущен: 1986 - Лэйбл: Epic                 |
| 1988 | Act of Love - Выпущен: 1988 - Лэйбл: Polydor                |
| 1990 | Pieces of a Heart - Выпущен: 1990 - Лэйбл: GRP              |
| 1992 | Fantasy Hotel - Выпущен: 1992 - Лэйбл: GRP                  |
| 1994 | Heavy Weather/Sunlight Again - Выпущен: 1994 - Лэйбл: GRP   |
| 1997 | Why We Are Here! (live) - Выпущен: 1997 - Лэйбл: Abu Khalil |

## Работа в кино
- Другой мир (сериал, 1964—1999) / Another World … Король Монро / King Monroe (1997—1998)
- Иисус Христос — Суперзвезда (1973) / Jesus Christ Superstar … Иуда Искариот / Judas Iscariot
- Досье детектива Рокфорда (сериал, 1974—1980) / The Rockford Files … Тони Малавида / Tony Malavida
- Старски и Хатч (сериал, 1975—1979) / Starsky and Hutch … Марселлус Кобб / Marsellus Cobb
- Семья (сериал, 1976—1980) / Family … Видж / Weedge
- Чёрная жемчужина (1977) / The Black Pearl … Моро / Moro
- Невероятный Халк (сериал, 1978—1982) / The Incredible Hulk … Оскар / Oscar
- Разум превыше убийства (ТВ, 1979) / Mind Over Murder … Пекарь / Baker
- Частный детектив Магнум (сериал, 1980—1988) / Magnum, P.I. … Гость — вокалист / Guest Vocalist
- Блюз Хилл-стрит (сериал, 1981—1987) / Hill Street Blues … Элдридж / Eldridge
- Отель (сериал, 1983—1988) / Hotel … Нельсон Хейс / Nelson Hayes
- Цветы лиловые полей (1985) / The Color Purple … Преподобный Сэмюэль/ Reverend Samuel
- Полицейский рок (сериал, 1990) / Cop Rock … Судья Уолтер Флинн / Judge Walter Flynn